# William A. B. Branch

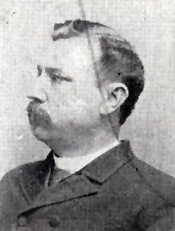
William A. B. Branch

William Augustus Blount Branch (* 26. Februar 1847 in Tallahassee, Florida; † 18. November 1910 in Washington, North Carolina) war ein US-amerikanischer Politiker. Zwischen 1891 und 1895 vertrat er den Bundesstaat North Carolina im US-Repräsentantenhaus.

## Werdegang
William Branch war der Sohn des Kongressabgeordneten Lawrence O’Bryan Branch (1820–1862) sowie ein Großneffe von US-Senator und Gouverneur John Branch (1782–1863). Im Jahr 1852 zog er mit seinem Vater nach Raleigh in North Carolina. Dort besuchte er die Lovejoy’s Academy. Anschließend absolvierte er die Bingham Military Academy und die University of North Carolina in Chapel Hill. Branch setzte dann seine Ausbildung am Virginia Military Institute in Lexington fort. Während des Bürgerkrieges wurde er Soldat im Heer der Konföderation. Dabei war er als Kurier im Stab von General Robert Frederick Hoke tätig. Nach dem Krieg studierte er Jura; er hat aber nie als Jurist gearbeitet. In den folgenden Jahren bewirtschaftete er sein Anwesen im Beaufort County.
Politisch war Branch Mitglied der Demokratischen Partei. Bei den Kongresswahlen des Jahres 1890 wurde er im ersten Wahlbezirk von North Carolina in das US-Repräsentantenhaus in Washington, D.C. gewählt, wo er am 4. März 1891 die Nachfolge von Thomas Gregory Skinner antrat. Nach einer Wiederwahl konnte er bis zum 3. März 1895 zwei Legislaturperioden im Kongress absolvieren. Bei den Wahlen des Jahres 1894 verlor er gegen Harry Skinner.
Nach seinem Ausscheiden aus dem US-Repräsentantenhaus widmete sich William Branch wieder der Landwirtschaft auf seinem Anwesen. Im Jahr 1896 wurde er in das Repräsentantenhaus von North Carolina gewählt. Er starb am 18. November 1910 in Washington, wo er auch beigesetzt wurde.